# Erzbistum Antofagasta
Das Erzbistum Antofagasta (lat.: Archidioecesis Antofagastensis, span.: Arquidiócesis de Antofagasta) ist eine in Chile gelegene Erzdiözese der römisch-katholischen Kirche mit Sitz in Antofagasta.

## Geschichte
Das Erzbistum Antofagasta wurde 1881 durch Papst Leo XIII. als Mission sui juris Antofagasta errichtet. 1887 wurde die Mission sui juris Antofagasta zum Apostolischen Vikariat erhoben. Am 3. Februar 1928 erhob Papst Pius XI. das Apostolische Vikariat Antofagasta zum Bistum. Es wurde dem Erzbistum La Serena als Suffraganbistum unterstellt. Das Bistum Antofagasta gab am 21. Juli 1965 Teile seines Territoriums zur Gründung der Territorialprälatur Calama ab.
Am 28. Juni 1967 wurde das Bistum Antofagasta durch Papst Paul VI. zum Erzbistum erhoben.

## Ordinarien

### Superiore der Mission sui juris Antofagasta
- Florencio Eduardo Fontecilla Sánchez, 1883–1886

### Apostolische Vikare von Antofagasta
- Luís Silva Lezaeta, 1887–1896
- Felipe Salas Errázuriz, 1896–1904
- Luís Silva Lezaeta, 1904–1928

### Bischöfe von Antofagasta
- Luís Silva Lezaeta, 1928–1929
- Alfredo Cifuentes Gómez, 1933–1943, dann Erzbischof von La Serena
- Hernán Frías Hurtado, 1945–1957
- Francisco de Borja Valenzuela Ríos, 1957–1967

### Erzbischöfe von Antofagasta
- Francisco de Borja Valenzuela Ríos, 1967–1974, dann Bischof von San Felipe
- Carlos Oviedo Cavada OdeM, 1974–1990, dann Erzbischof von Santiago de Chile
- Patricio Infante Alfonso, 1990–2004
- Pablo Lizama Riquelme, 2004–2017
- Ignacio Francisco Ducasse Medina, seit 2017